# Hugo Iltis
Hugo Iltis ( Brno, 11 de abril de 1882 - Fredericksburg, Virginia, 22 de junio de 1952) fue un botánico, genetista y naturalista judío-alemán, conocido especialmente por ser el biógrafo de Gregor Mendel, además de un abierto oponente a la eugenesia nazi.

## Años en Europa
Iltis nació en Brno, entonces parte de Moravia, en el Imperio Austrohúngaro y actualmente parte de la República Checa. Desde su época de estudiante conoció a Gregor Mendel, cuya personalidad influyó decisivamente en su vida.
En 1901 marchó a Zúrich para estudiar ciencias naturales, estudios que completó en la Universidad Karl-Ferdinand de Praga, donde obtuvo su doctorado. En el instituto botánico de la capital realizó importantes estudios sobre la longitud de las raíces de las algas. Trabajó como profesor de matemáticas en el gimnasio de Brno y como profesor de botánica y genética en el Instituto Alemán Politécnico de la misma localidad.

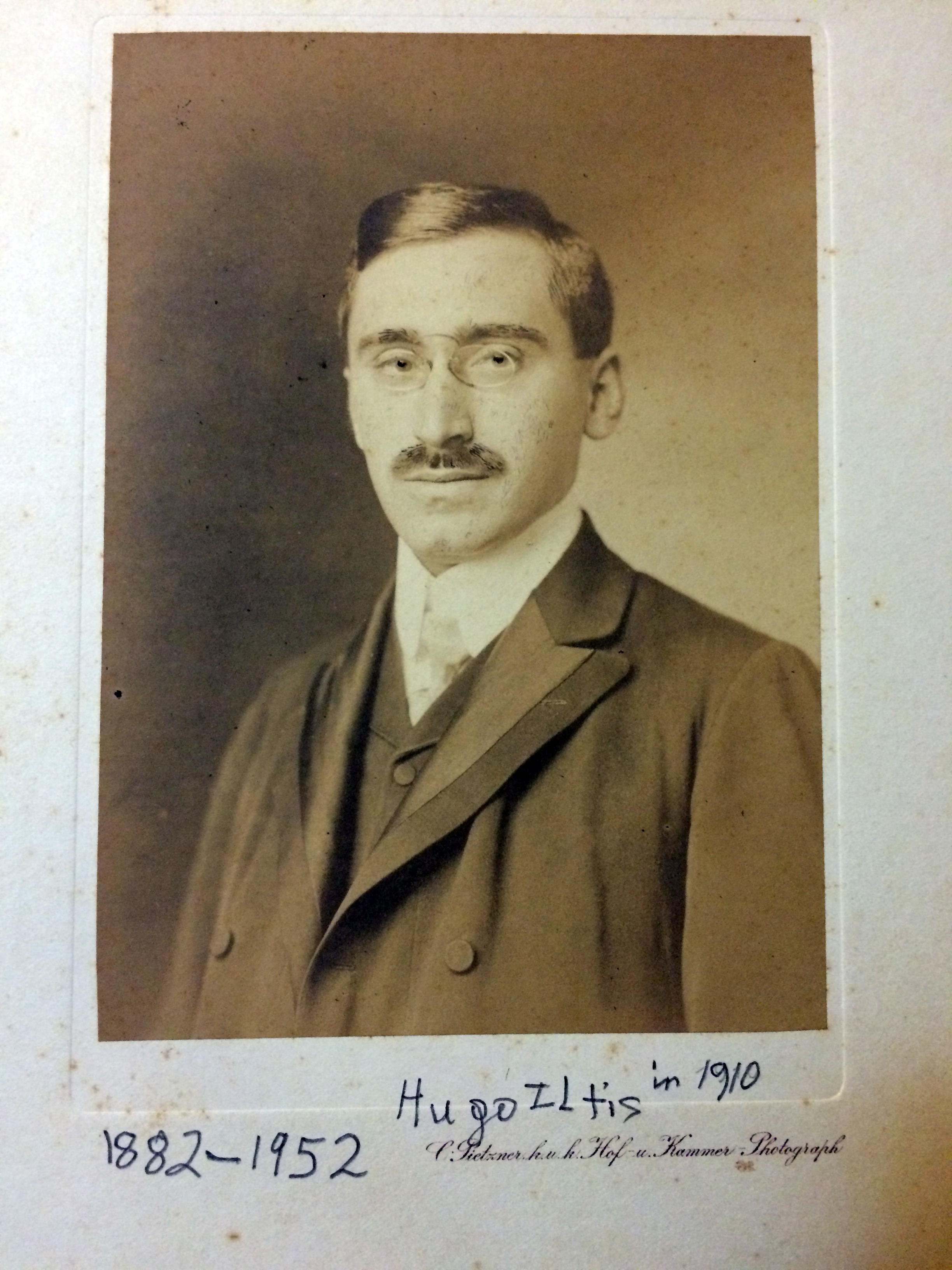
Hugo Iltis (1882-1952) en 1910

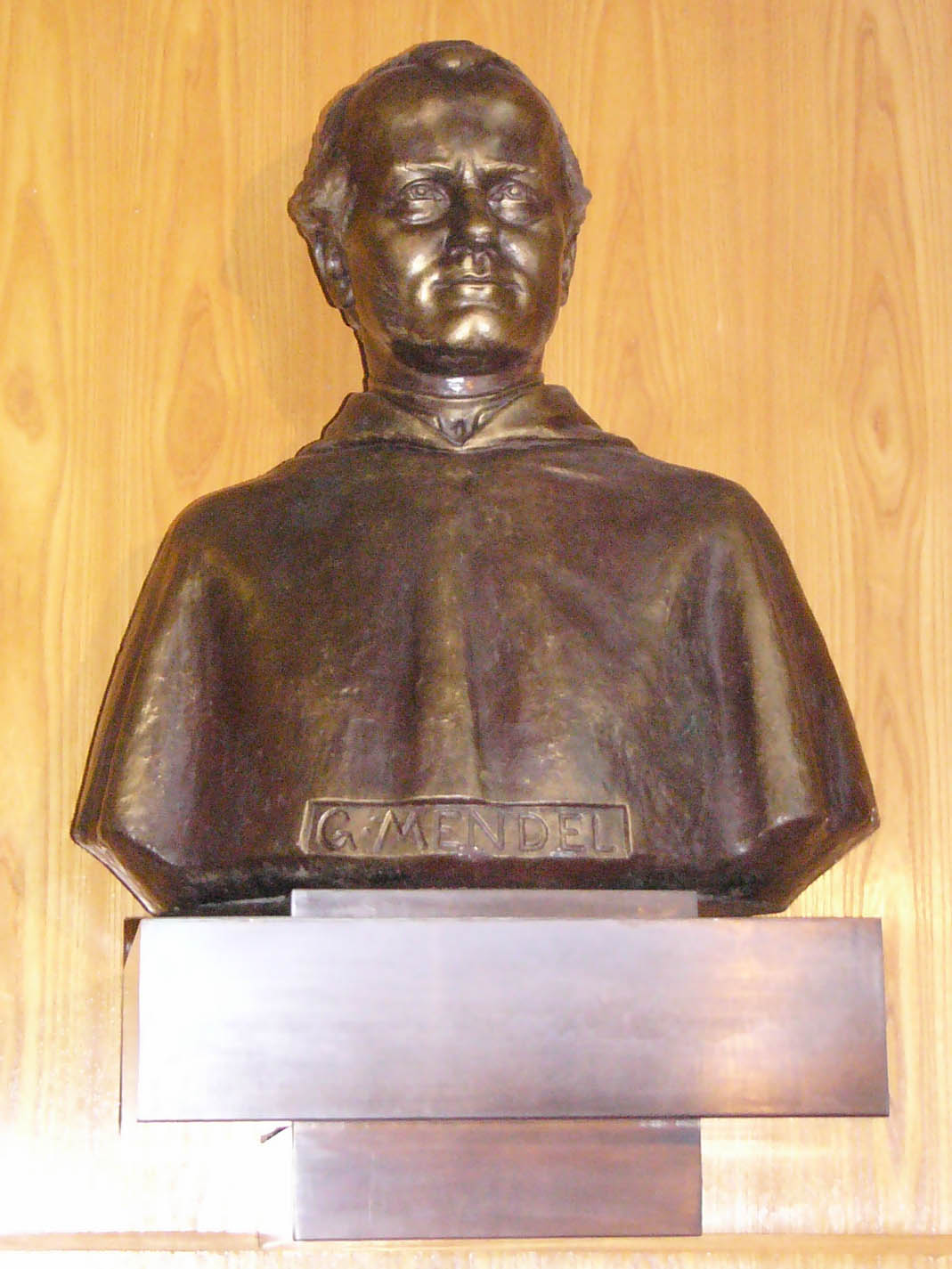
Busto de Gregor Mendel.

Después de la Primera Guerra Mundial colaboró en la creación del Museo Mendeliano, para el cual donó gran cantidad de documentos originales. Defensor de las raíces alemanas de la región frente a la creciente influencia checa, fue miembro de la Sociedad Alemana de las Ciencias y el Arte (DGWK). Algunos de sus trabajos intentaron rehabilitar el lamarckismo frente al darwinismo, al menos en algunas especies, como el sapo partero.
En 1924 publicó una completa biografía de Mendel, en la que le presenta como un racionalista que aceptó el sacerdocio católico como un medio para investigar sin ser molestado.

### Eugenesia
Desde mediados de los años 1920 y posteriormente, Iltis se alineó con otros antropólogos en contra de la idea de eugenesia nazi, polemizando con Fritz Lenz, Arthur de Gobineau, Hans F. K. Günther y Houston Stewart Chamberlain. Si bien aceptó una serie de parámetros eugenésicos, como las prohibiciones de matrimonio y la higiene social, calificó el pensamiento nazi, juntos a Friedrich Hertz y Ignaz Zollschan, de pseudocientífico y políticamente peligroso.

## Estados Unidos
Tras los acuerdos de Múnich de 1939, Iltis emigró a Estados Unidos con la ayuda de Albert Einstein y del Comité de Ayuda a los desplazados extranjeros de Nueva York, para la cual trabajó hasta 1944. Fundó en Fredericksburg el Museo Iltis-Mendel, cuyos fondos originales están ahora en la Universidad Carnegie Mellon y en los archivos de la Universidad de Illinois, en la colección titulada Iltis Mendelania Collection de Urbana.
Consiguió una plaza como profesor de Biología en la Universidad de Virginia.
Su hijo, Hugh Hellmut Iltis, es profesor emérito de Botánica en la Universidad de Wisconsin-Madison, muy conocido por sus descubrimientos en la domesticación del maíz.

## Obra
- Gregor Johann Mendel: leben, werk und wirkung. herausgegeben mit unterstuetzung des ministeriums fuer schulwesen und volkskultur in prag. Julius Springer, 1924
  - Life of Mendel. Üs. von Eden Paul y Cedar Paul. Londres: G. Allen & Unwin, 1932
- Naturwissenschaft und Sozialismus. Wien: Verlag der Wiener Volksbuchhandlung. 1925
- Volkstümliche Rassenkunde. Wien Urania Verlagsgesellschaft Wien, 1930
- De rassenwaan. (Der Rassenwahnsinn), Üs. von H.L. und P.J. van Dranen. Uitg. Mij. J.Krul. Den Haag. 1935
- The Genes and Academician Lysenko. The Journal of Heredity. Oxford University Press. Junio 1950

Lista Completa
- 1903. Ph.D. diss. "Über den Einfluss von Licht und Dunkel auf das Längenwachstum der Adventivwurzel bei Wasserpflanzen". Berichte der Deutschen Botanischen Gesellschaft, vol. 21, no. 9, pp. 508–517.
- 190?. "Gregor Mendels Arbeiten und ihre Bedeutung für die moderne Wissenschaft". Abhandlungen, Vorträge, Lehrproben. Offprint from unidentified journal, pp. 242–249.
- 1905. "Leuchtende Pilze. Vortrag gehalten von Phil. Dr. Iltis in der Sitzung des Ärztlichen Vereines am 20. Oktober 1905". Mitteilungen des Zentralvereines deutscher Ärzte in Mähren. 7 pages.
- 1908. Johann Gregor Mendel als Forscher und Mensch. Ein Gedenkblatt. Brünn: Mendeldenkmal-Komitee. 19 pages.
- 1909. Mittelschülerheime. Ein Vorschlag zur Reform. Brünn: by the author. 12 pages.
- 1910. Preface to Mendelismus by Reginald Crundall Punnett, translated by Wilfried von Proskowetz. Brünn: C. Winiker. 117 pages.
- 1910. "Vom Mendeldenkmal und von seiner Enthüllung". Verhandlungen des naturforschenden Vereines in Brünn, vol. 49. 29 pages.
- 1910. "Über eine durch Maisbrand verursachte intracarpellare Prolifikation bei Zea mays L.". Sitzungsberichte der Kaiserlichen Akademie der Wissenschaften in Wien. Mathematisch-naturwissenschaftliche Klasse., vol. 119, n.º 1, pp. 1–15.
- 1911. "Über das Vorkommen und die Entstehung des Kautschuks bei den Kautschukmisteln". Sitzungsberichte der Kaiserlichen Akademie der Wissenschaften in Wien. Mathematisch-naturwissenschaftliche Klasse, vol. 120, no. 1.
- 1911. "Über einige bei Zea mays L. beobachtete Atavismen, ihre Verursachung durch den Maisbrand, Ustilago maydis D.C. (Corda) und über die Stellung der Gattung Zea im System". Zeitschrift für induktive Abstammungs- und Vererbungslehre, vol. 5. no. 1, pp. 38–57.
- 1911. Die Umgebung von Radeschin mit besonderer Berücksichtigung ihrer Flora. Brünn: Staatsgymnasium. 18 pages.
- 1912. "Über abnorme (heteromorphe) Blüten und Blütenstände". Verhandlungen des naturforschenden Vereins in Brünn, vol. 51. 23 pages.
- 1913. "Über das Gynophor und die Fruchtausbildung bei der Gattung Geum." Sitzungsberichte der Kaiserlichen Akademie der Wissenschaften in Wien. Mathematisch-naturwissenschaftliche Klasse., vol. 122, no. 1, pp. 1177–1212.
- 1914. "Die Steppenflora von Schlapanitz und ihre Veränderungen in den letzten fünfzig Jahren". Verhandlungen des naturforschenden Vereines in Brünn, vol. 52. 20 pages.
- 1915. Erlebnisse der 1. Brünner freiwilligen Sanitätsabteilung vom Roten Kreuze. Brünn: 1. Brünner freiwillige Sanitätsabteilung. 31 pages.
- 1915. Szenen aus dem Kriegsleben der 1. Brünner freiwilligen Sanitätsabteilung. Brünn: 1. Brünner freiwillige Sanitätsabteilung. 15 pages.
- 1916. Aus dem Tagebuch der 1. Brünner freiwilligen Sanitätsabteilung. Brünn: 1. Brünner freiwillige Sanitätsabteilung. 32 pages.
- 1923. Über die Verbreitung der Malariamücken in Mähren und über die Gefahr einer Malariaendemie. Brno: by the author. 29 pages.
- 1923. (Editor.) Studia Mendeliana ad centesimum diem natalem Gregorii Mendelii a grata patria celbrandum adiuvante ministerio Pragensi edita. Brno: Typos. 30 pages.
- 1923. "Die Mendel-Jahrhundertfeier in Brünn". In Studia Mendeliana ad centesimum diem natalem Gregorii Mendelii. Brno: Typos.
- 1924. Gregor Johann Mendel. Leben, Werk und Wirkung. Berlín: J. Springer. 426 pages.
  - Translated by Eden and Cedar Paul as Life of Mendel. New York: W. W. Norton & Co, 1932. 336 pages. New York: Hafner, 1966: London: George Allen & Unwin, 1966. Ann Arbor: University Microfilms International, 1976.
  - Translated by Zhenyao Tan as Mên-tê-êrh chuan. Shanghai: Shang wu yin shu guan, 1924. 2 vols. in 1, 661 pp. Shanghai: Shang wu yin shu guan, Minguo 25 [1936].
  - Translated as Zasshu shokubutsu no kenkyū. Tsuketari Menderu shōden. Tōkyō : Iwanami Shoten, Shōwa 3 [1928]. 100 pp. Translated by Yuzuru Nagashima as Menderu no shōgai. Tōkyō: Sōgensha, Shōwa 17 [1942]. Menderu den. Tōkyō: Tōkyō Sōgensha, 1960.
- 1924. Die Volkshochschule Brünn. Gründung, Aufbau, Ausgestaltung. Brno: s.n. 83 pages.
- 1925. "Naturwissenschaft und Sozialismus". In Das neue Jahr 1926. Vienna: Wiener Volksbuchhandlung. 8 pages.
- 1925 (?). "Über eine Symbiose zwischen Planorbis und Batrachospermum".
- 1925 (?). "Blutsverwandtschaft im Pflanzenreich".
- 1925 (?). "Meeresstrand im Binnenland".
- 1925 (?). "Arnold Dodel, Leben und Werk eines sozialistischen Naturforschers".
- 1925. Kampf und Gemeinschaft in Natur und Gesellschaft. [Prague]: Deutsche sozialdemokratische Arbeiterpartei in der Tschechoslowakischen Republik. 15 pages.
- 1926. "Gregor Mendels Selbstbiographie". Genetica: An International Journal of Genetics and Evolution, vol. 8, nos. 3-4, pp. 329–334.
- 1926 (?). "Die Geschichte der Volkshochschule". Buch und Volk, vol. 3. 12 pp.
- 192?. Anleitung zur Anlage und Pflege von Schüler-Aquarien. Brno: by the author. 7 pages.
- 1928-29. (Series coeditor.) "Totius orbis flora photographica arte depicta". 2 vols. Brno: Rudolf M. Rohrer. Vol. 1: Trinidad and the West Indies, by Karel Domin, 1929. Translated by M. J. Lauriol as La Trinité et les Antilles. Brno: Rudolf M. Rohrer, 1929. 65 pp. Vol. 2: Floral province of the European 'Mittelgebirge', I, by Hugo Iltis and Bert Schulz, 1928. (No more published.)
- 1928. (With Bert Schulz.) Floral Province of the European 'Mittelgebirge', I. Brno: Rudolf M. Rohrer, 1928. Translated by M. J. Lauriol as Province botanique des basses montagnes de l'Europe centrale. Brno: Rudolf M. Rohrer, 1928.
- 1929. "Charles Naudin". Der Züchter. Zeitschrift für theoretische und angewandte Genetik, vol. 1, no. 8, pp. 248–250.
- 1929. Hranice a možnosti socialistické výchovné a vzdělávací práce. Prague: Pražská odbočka Dělnické akademie. 15 pages.
- 1930. "Die Kokospalme und ihre Kultur". Ernährung der Pflanze, vol. 10, pp. 224–226.
- 1930. Die deutsche und die österreichische Volkshochschule. Ihre Formen und Probleme. Plzeň: by the author. 27 pages.
- 1930. Volkstümliche Rassenkunde. Jena: Urania. 79 pages.
- 1931. "Rassenforschung und Rassenfrage", Der Kampf. Sozialdemokratische Monatsschrift (Vienna), vol. 24, pp. 220–225.
- 1931. "Der Schädelindex in Wissenschaft und Politik". Die Gesellschaft (Berlín), vol. 8, pp. 549–562.
- 1933. "Alarm!" In Licht ins Volk. Brno: Volkshochschule. 6 pages.
- 1935. Rasse in Wissenschaft und Politik. Prague: Verlag der "Wahrheit". 47 pages. Translated by Maurice Bernard Coëlho as Het rassenprobleem in politiek en wetenschap. 's-Gravenhage: Confidentia, [1936]. 55 pages.
- 1935. Rasa ve vědě a v politice. Prague: "Pokrok". 104 pages.
- 1936. Der Mythus von Blut und Rasse. Vienna: Rudolf Harand. 88 pages. With an introductory article by Iltis, "Der Rassismus im Mantel der Wissenschaft", and two other articles written by him under a pseudonym.
- 1938. "Die Abstammung Gregor Mendels, Julius Wiesners und Hans Molischs". Prager Rundschau, vol. 8, pp. 299–304.
- 1943. "The Mendel Museum at Mary Washington College". Scientific Monthly, vol. 56, no. 4, pp. 386–387.
- 1943. "Gregor Mendel and His Work". Scientific Monthly, vol. 56, no. 5, pp. 414–423.
- 1948. "Hemophilia, the Royal Disease, and the British Royal Family". Journal of Heredity, vol. 39, no. 4, pp. 113–116.
- 1948. "Inheritance of Missing Incisors". Journal of Heredity, vol. 39, no. 12, pp. 333–336.
- 1949. "An Immigrant Conquers a Continent: The Story of the Wild Garlic".  Scientific Monthly, vol. 68, no. 2 (February), pp. 122–128.
- 1950. "Studies in Virginia Plants. I. List of Bryophytes from the Vicinity of Fredericksburg, Virginia." Castanea. The Journal of the Southern Appalachian Botanical Club, vol. 15, pp. 38–50.
- 1950. "The Genes and Academician Lysenko". Journal of Heredity, vol. 41, no. 6.
- 2011. The Letters on G. J. Mendel: Corresponde[n]ce of William Bateson, Hugo Iltis and Erich von Tschermak-Seysenegg with Alois and Ferdinand Schindler, 1902-1935. Prague: Mervart.
- 2017. Race, Genetics and Science. Resisting Racism in the 1930s. Masaryk University Press, Brno.

- La abreviatura «H.Iltis» se emplea para indicar a Hugo Iltis como autoridad en la descripción y clasificación científica de los vegetales.[9]